# 幸田町議会
幸田町議会（こうたちょうぎかい）は、愛知県幸田町に設置されている地方議会である。
2019年に行われた町議選は定員を1人割り、前回選に続いて無投票。欠員無投票となったのは、愛知県下では2003年の旧作手村議会議員選挙以来。

## 概要
- 定数：16人
- 任期：2019年4月30日 - 2023年4月29日[2]
- 選挙区：市全体を1選挙区とする大選挙区制（単記非移譲式）
- 議長：足立初雄（幸風会）
- 副議長：藤江徹（幸風会）

## 所属議員
| 氏名       | 所属党派   | 所属会派 | 期数 | 主な職歴       |
| ---------- | ---------- | -------- | ---- | -------------- |
| 田境毅     | 無所属     | 無所属   | 1    | 製造業社員     |
| 石原昇     | 無所属     | 幸風会   | 1    | 会社会長       |
| 都築幸夫   | 無所属     | 幸風会   | 1    | 元・岩堀区長   |
| 鈴木久夫   | 無所属     | 幸風会   | 1    | 元・市場区長   |
| 伊澤伸一   | 無所属     | 正風会   | 1    | 元・町総務部長 |
| 黒木一     | 無所属     | 幸風会   | 1    | 元・横落区長   |
| 廣野房男   | 無所属     | 幸風会   | 1    | 元・六栗区長   |
| 丸山千代子 | 日本共産党 | 無所属   | 9    | 党町委員長     |
| 稲吉照夫   | 無所属     | 幸風会   | 2    | 不動産業       |
| 杉浦あきら | 無所属     | 幸風会   | 3    | 元・鷲田区長   |
| 水野千代子 | 公明党     | 無所属   | 5    | 党支部長       |
| 笹野康男   | 無所属     | 幸風会   | 6    | 会社会長       |
| 岩本知帆   | 無所属     | 無所属   | 1    | 会社員         |
| 藤江徹     | 無所属     | 幸風会   | 1    | 人権擁護委員   |
| 足立初雄   | 無所属     | 幸風会   | 2    | 農業           |
| （欠員）   |            |          |      |                |

- 2022年（令和4年）11月17日、愛知県豊田市で都築一三が運転する軽乗用車が自転車とぶつかり、自転車に乗っていた男性が死亡する事故が発生。警察は都築を自動車の運転により人を死傷させる行為等の処罰に関する法律（過失運転傷害）の現行犯で逮捕した[3]。11月21日、都築は議員辞職願を提出。地方自治法第126条ただし書の規定に基づき、同日付で議長がこれを許可したことにより辞職が決定した[4]。幸田町議会では2019年の選挙で定員割れを起こし欠員無投票に。2022年にこれを補う再選挙が行われ定数16が揃っていたが、再び欠員1となった。2023年9月14日死去

## 会派
| 会派名      | 議席数 | 議員名                                                                                        |
| ----------- | ------ | --------------------------------------------------------------------------------------------- |
| 幸風会      | 10     | 石原昇、都築幸夫、鈴木久夫、黒木一、廣野房男 稲吉照夫、杉浦あきら、笹野康男、藤江徹、足立初雄 |
| 無所属      | 5      | 田境毅、丸山千代子、水野千代子、岩本知帆                                                      |
| 正風会      | 1      | 伊澤伸一                                                                                      |
| 計（欠員1） | 15     |                                                                                               |

## 選挙

### 2019年幸田町議会議員選挙
2019年4月16日告示、4月21日執行。この年の町議選は定数16に対し、15人（現職7人、新人8人）が立候補を届け出て、欠員無投票となった。
幸田町の人口は戦後しばらくは1万6000人程度だったが、平成になって3万人を超え、2019年4月現在は約4万2000人に達した。幸田町は工場が相次いで進出しており、過疎を免れた数少ない町村の例の一つ。しかしその一方で選挙については、古くからの「町内の地区ごとに候補者を擁立する習慣」が残るといわれている。これまでは公務員などを退職した町民が地区の後押しで1～3期議員を務めた後、後継の若い世代の候補者にバトンタッチするケースが一般的だった。欠員無投票でこうした習慣の限界が露呈した形となった。
| 当落 | 候補者名   | 年齢 | 所属党派 | 新旧別 | 肩書き         |
| ---- | ---------- | ---- | -------- | ------ | -------------- |
| 当   | 藤江徹     | 70   | 無所属   | 新     | 人権擁護委員   |
| 当   | 都築一三   | 75   | 無所属   | 現     | 仏壇店社長     |
| 当   | 足立初雄   | 71   | 無所属   | 現     | 農業           |
| 当   | 稲吉照夫   | 72   | 無所属   | 現     | 不動産業       |
| 当   | 田境毅     | 49   | 無所属   | 新     | 製造業社員     |
| 当   | 広野房男   | 69   | 無所属   | 新     | 元・六栗区長   |
| 当   | 鈴木久夫   | 66   | 無所属   | 新     | 元・市場区長   |
| 当   | 石原昇     | 60   | 無所属   | 新     | 会社会長       |
| 当   | 笹野康男   | 72   | 無所属   | 現     | 会社会長       |
| 当   | 都築幸夫   | 66   | 無所属   | 新     | 元・岩堀区長   |
| 当   | 水野千代子 | 67   | 公明党   | 現     | 党支部長       |
| 当   | 伊沢伸一   | 66   | 無所属   | 新     | 元・町総務部長 |
| 当   | 黒木一     | 68   | 無所属   | 新     | 元・横落区長   |
| 当   | 杉浦あきら | 70   | 無所属   | 現     | 元・鷲田区長   |
| 当   | 丸山千代子 | 67   | 共産党   | 現     | 党町委員長     |
|      | （欠員）   |      |          |        |                |

### 2022年幸田町議会議員再選挙
2022年05月10日告示、5月15日執行。
2019年の選挙で定員割れした幸田町議会は、2021年3月から議会と住民の意見交換の場を設けたほか、4月から議会だよりで「議員のなり手解消」をテーマに7回に渡り特集し、議員の仕事内容、立候補に必要な手続きや選挙までの流れなどを紹介した。すると2022年の再選挙では4人が立候補。2023年4月の町議選でも新人2人が出馬に受けた動きを見せており、足立初雄議長は「活動に一定の成果があったと考えられる」と話している。
| 順位 | 当落 | 候補者名   | 年齢 | 所属党派 | 新旧別 | 肩書き             | 得票数 |
| ---- | ---- | ---------- | ---- | -------- | ------ | ------------------ | ------ |
| 1    | 当   | 岩本ちほ   | 39   | 無所属   | 新     | 助産院代表         | 3,574  |
| 2    | 落   | 柴田昌典   | 41   | 無所属   | 新     | 行政書士           | 3,560  |
| 3    | 落   | 小山ひな子 | 56   | 無所属   | 新     | いのちの電話相談員 | 2,690  |
| 4    | 落   | 中山こうた | 40   | 無所属   | 新     | 個人投資家         | 2,092  |